# Ткаченко, Иван Леонидович
Ива́н Леони́дович Ткаче́нко (9 ноября 1979, Ярославль — 7 сентября 2011, Туношна, Ярославская область) — российский хоккеист. Заслуженный мастер спорта России (2002). Выступал в основном за ярославский «Локомотив».

## Биография
Выступал за команды «Химик» Энгельс, «Вятич» Тверь, «Спартак-2» (Москва), «Торпедо-2» (Ярославль), «Мотор» Заволжье, «Нефтехимик» (Нижнекамск). С 2001 года в ярославском «Локомотиве»: в сезонах 2008/2009 2009/2010 и 2010/2011 — капитан команды (№ 17). Рекордсмен «Локомотива» за всю историю клуба по количеству набранных очков — 313, а также количеству голевых пасов — 178.
Погиб на 32-м году жизни вместе с командой «Локомотив» 7 сентября 2011 года при взлёте самолёта из ярославского аэропорта. Похоронен на Леонтьевском кладбище Ярославля.
Имел двух дочерей: Александру и Варвару. 14 января 2012 года вдова Ивана Ткаченко родила сына Николая.

## После авиакатастрофы
После гибели хоккеиста в авиакатастрофе выяснилось, что он, не раскрывая своего имени, помогал фонду АдВита, оказывая крупную материальную помощь детям с тяжёлыми заболеваниями. В частности, последний платёж в сумме 500 000 рублей в адрес девочки, страдающей острым лимфобластным лейкозом, Иван сделал в день своей трагической гибели. Общая сумма переведённых средств на момент гибели составила 19 996 300 рублей. При жизни об этом факте не было известно. В 2011 году награждён медалью Уполномоченного по правам человека РФ «Спешите делать добро».
Родители хоккеиста объявили о намерении построить в память о сыне и его команде детскую хоккейную школу, которая будет представлять собой ледовый дворец с трибунами на 100 человек. Его основная задача — тренировочный процесс. Стоимость строительства оценена примерно в 80 миллионов рублей.

## Память
- В 2013 году в честь Ивана Ткаченко была названа средняя общеобразовательная школа № 9 города Ярославля, которую он окончил. Около школы был установлен памятный знак в виде камня с надписью[7][8].
- На доме Ивана Ткаченко по адресу проспект Дзержинского, 73 установлена памятная табличка и нарисовано граффити.
- В 2018 году вышел документальный фильм «Капитан Немо» про Ивана Ткаченко (режиссёр — Елена Михеева).

## Достижения
Чемпионат мира
- Серебряный призёр: 2002

Еврохоккейтур
- Победитель турнира Чешские хоккейные игры: 2002
- Победитель турнира Шведские хоккейные игры: 2003

Чемпионат России / КХЛ
- Победитель: 2002, 2003
- Серебряный призёр: 2008, 2009
- Бронзовый призёр: 2005, 2011

Континентальный кубок
- Серебряный призёр: 2003

Кубок Шпенглера
- Бронзовый призёр: 2003

### Призы
- «Железный человек»: 2011

## Статистика
| Легенда | Легенда                    | Легенда | Легенда                   | Легенда | Легенда    |
| ------- | -------------------------- | ------- | ------------------------- | ------- | ---------- |
| И       | Количество проведённых игр | Штр     | Штрафное время            | +/−     | Плюс-минус |
| Г       | Голы                       | П       | Голевые передачи          | О       | Очки       |
| -       | Статистика неизвестна      | —       | Статистика не учитывалась |         |            |